# Беклемишева, Людмила Анатольевна
Беклемишева Людмила Анатольевна (1932, Иваново — 2013, Москва) — профессор кафедры высшей математики МФТИ, доктор физико-математических наук (1979), профессор, автор известного вузовского учебника по математике.

## Биография
В 1931 году только что окончивший мехмат МГУ Анатолий Иванович Мальцев вместе со своей супругой Натальей Петровной, его сокурсницей по университету, был направлен в Иваново, где в 1932 году у них родилась дочь Людмила. Отец работал сначала ассистентом кафедры высшей математики Энергетического института, а затем перешёл на работу в Ивановский государственный педагогический институт.
По окончании мехмата МГУ Людмила занялась научными исследованиями и в 1956 году защитила в Москве диссертацию на учёную степень кандидата физико-математических наук по теме «Исследование решений обобщённого уравнения Эмдена-Фаулера».
После чего начала сотрудничать с кафедрой высшей математики МФТИ, где и трудилась с 1956 по 2000 годы.
Ведя большую педагогическую работу, Л. А. Беклемишева продолжала заниматься и научными исследованиями. Так, в 1971 году ею был обнародован в журнале «Дифференциальные уравнения» цикл из трёх статей «Некоторые решения систем обыкновенных дифференциальных уравнений с полиномиальной правой частью» (номера 7:9, 7:10 и 7:11). Публикации в известных математических журналах продолжились и в 1972, 1976 и в 1978 годах.
А в 1979 году Людмила Анатольевна защитила в Москве диссертацию на учёную степень доктора физико-математических наук на тему «О системах обыкновенных дифференциальных уравнений с полиномиальной правой частью» (спец. 01.01.02).
С 1987 года начинает издаваться подготовленный проф. Л. А. Беклемишевой с соавторами «Сборник задач по аналитической геометрии и линейной алгебре», который с доработками и уточнениями переиздавался не менее 4-х раз (см. Библиографию).
Перу Людмилы Анатольевны также принадлежат некоторые учебные материалы по тому же направлению, доступные в электронном виде среди других методических материалов кафедры высшей математики МФТИ.
Скончалась летом 2013 г. Похоронена на Южном кладбище в Новосибирске (вместе с отцом).

## Семья
- муж и научный редактор её учебных пособий — Беклемишев, Дмитрий Владимирович (1930-2021), проф. МФТИ.
  - Сын — Лев Беклемишев (род. 1967) — математик, академик РАН.
- брат Мальцев, Иван Анатольевич (род. 1944) — математик

### Книги и брошюры
- Сборник задач по аналитической геометрии и линейной алгебре / Л. А. Беклемишева, А. Ю. Петрович, И. А. Чубаров; под ред. Д. В. Беклемишева. — М. : Наука, 1987. — 494,[2] с.; 21 см.
  - М. : Мир, 1991. — 427 с. : ил.; 22 см; ISBN 5-03-001896-4
  - 2. изд., перераб. — М. : ФИЗМАТЛИТ : Лаборатория Базовых Знаний, 2003. — 494,[1] с. : ил.; 22 см; ISBN 5-9221-0010-6
  - Изд. 2-е, перераб. — Москва : Физматлит, 2006 (Вологда : Полиграфист). — 494, [1] с. : ил., табл.; 22 см; ISBN 5-9221-0010-6.
  - 3-е изд., испр. — Санкт-Петербург [и др.] : Лань, 2008. — 494, [1] с.; 21 см; ISBN 978-5-8114-0861-0
- Беклемишева Л. А. (сост.) Вопросы к лекциям по аналитической геометрии и линейной алгебре // Метод. материалы кафедры Высшей математики МФТИ.

### Диссертации
- Беклемишева, Людмила Анатольевна. Исследование решений обобщённого уравнения Эмдена-Фаулера : диссертация … кандидата физико-математических наук : 01.00.00. — Москва, 1956. — 116 с.
- Беклемишева, Людмила Анатольевна. О системах обыкновенных дифференциальных уравнений с полиномиальной правой частью : диссертация … доктора физико-математических наук : 01.01.02. — Москва, 1979. — 325 с.[3]

### Статьи
- Её статьи на Math-Net.Ru

## Воспоминания
- Рассказ об отце